# Thomas West, 3. Baron De La Warr

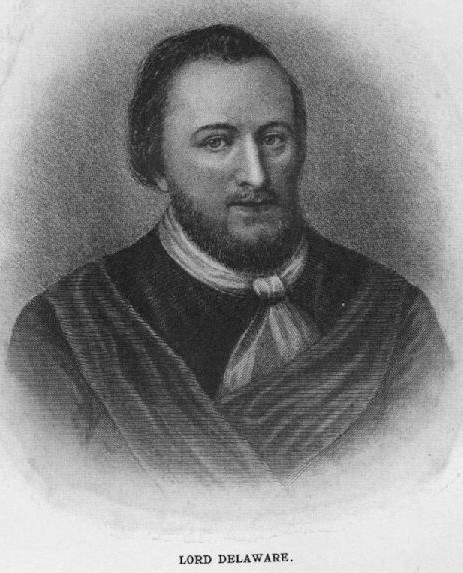
Thomas West, 3. Baron De La Warr

Thomas West, 3. Baron De La Warr (* 9. Juli 1577 in Wherwell, Hampshire; † 7. Juni 1618 auf dem Atlantik, vermutlich nahe der Küste Nova Scotias) war ein englischer Adliger und der zweite Gouverneur der in Nordamerika gelegenen Kolonie Virginia.
Er ist der Namensgeber für den Delaware River, den Indianerstamm Delaware (eigentlich Lenni Lenape), für den US-Bundesstaat Delaware sowie für das Delaware County in Pennsylvania.

## Leben
Er war das dritte Kind und der zweite Sohn von Thomas West, 2. Baron De La Warr (um 1556–1602) und dessen Gattin Anne Knollys (* 1555). 1592 begann er ein Studium am Queen’s College der University of Oxford, das er nach einigen Unterbrechungen 1605 als Master of Arts (M.A.) abschloss. Von 1596 bis 1597 unternahm er eine Grand Tour durch Italien. Von 1597 bis 1598 war er als Abgeordneter für das Borough Lymington in Hampshire Mitglied des englischen House of Commons. 1599 nahm er in der englischen Armee unter Robert Devereux, 2. Earl of Essex am Neunjährigen Krieg in Irland teil und wurde dabei am 12. Juli 1599 zum Knight Bachelor geschlagen. Nach dem gescheiterten Staatsstreich des Earl of Essex wurde auch Thomas West 1601 zeitweise verhaftet, aber kurz darauf wegen erwiesener Unschuld entlassen.
Beim Tod seines Vaters erbte er 1602 dessen Adelstitel als Baron De La Warr und wurde dadurch Mitglied des House of Lords. Sowohl unter Königin Elisabeth I. als auch unter König Jakob I. gehörte er dem Kronrat (Privy Council) an.

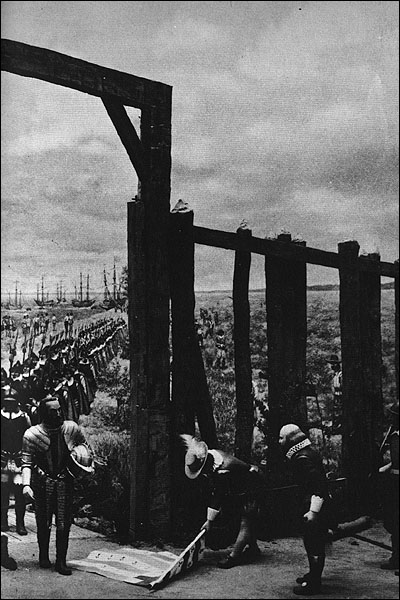
Ankunft Thomas Wests in Jamestown 1610 in einer historisierenden Darstellung

### Gouverneur von Virginia
1609 trat er dem Rat der Virginia Company of London bei und wurde am 28. Februar 1610 auf Lebenszeit zum Gouverneur und Captain-General der Kolonie Virginia ernannt. Zusammen mit 150 Emigranten segelte er in die Neue Welt und erreichte im Juni 1610 Jamestown. Dort traf er auf entmutigte Siedler, die sich gerade im Ersten Englischen Powhatankrieg befanden, durch Hunger dezimiert waren und planten, die Kolonie aufzugeben und nach England zurückzukehren. Die von Thomas West mitgebrachten Versorgungsgüter waren hochwillkommen und er konnte die Siedler dazu bewegen, in Virginia zu bleiben.
Als er im Frühjahr 1611 schwer erkrankte, kehrte er nach England zurück, wo er sich stets für den Erhalt der Kolonie einsetzte. Im Juni 1611 wurde sein Reisebericht „The Relation of the Right Honourable the Lord De-la-Warre, Lord Governour … of the colonie planted in Virginea to the Lords and others of the counsell of Virginea touching his unexpected returne home“ gedruckt und veröffentlicht. Er rüstete auf eigene Kosten drei Schiffe aus, die die Kolonie wiederholt mit Nachschub versorgten, und kümmerte sich um die Einsetzung seiner Stellvertreter als Gouverneur (Deputy-Governor). Im März 1618 stach er selbst zu einer erneuten Reise nach Virginia in See, verstarb aber noch während der Überfahrt am 7. Juni 1618 im Alter von 40 Jahren.

### Ehe und Nachkommen
Am 25. November 1596 heiratete Thomas West in London Cecily Shirley († um 1662), eine Tochter des Sir Thomas Shirley, Gutsherr von Wiston in Sussex. Mit ihr hatte er vier Kinder:
- Henry West, 4. Baron De La Warr (1603–1628), ⚭ Isabella Edmunds;
- Hon. Cecilia West († 1638), ⚭ (1) Sir Francis Bindlosse († 1629); ⚭ (2) John Byron, 1. Baron Byron;
- Hon. Lucy West, ⚭ Sir Robert Byron († nach 1643);
- Hon. Robert West, ⚭ Elizabeth Coch.